# C/2025 F2 (SWAN)
C/2025 F2 (SWAN)是一顆天文學家透過太陽和太陽圈探測器的SWAN儀器拍攝的影像發現的彗星，預計2025年5月將達到5等峰值。

## 發現歷史
天文學家弗拉基米爾·貝祖格利（Vladimir Bezugly）、麥克·馬蒂亞佐（Michael Mattiazzo）和羅布·馬特森（Rob Matson）首次發現了該彗星，他們分別於2025年3月29日和3月31日獨立報告稱3月22日起，太陽和太陽圈探測器拍攝的影像中出現了一個明顯的彗星天體。跟據報導，亮度約為11等。3月29日，彗星距離地球1.62天文單位，距離太陽0.92天文單位，太陽距角28度。
該彗星的發現被發佈在麥克·邁耶爾（Maik Meyer）的comets-ml討論小組，並促使業餘天文學家收集星曆表數據以進一步計算其軌道。第一個成功探測到彗髮的報告是由Q. Zhang於2025年4月2日報告的，他指出彗髮的寬度為兩角分。由於SWAN相機解析度低，最初報告的座標偏離了約兩度。
3月26日，孫國佑於星明天文台拍攝影像發現這顆彗星，當時彗星的視星等約為14等，彗髮直徑約30 角秒。此外，羅伯特·韋里克（Robert Weryk）在泛星計劃於2024年9月3日、9日、24日、27日及10月4日和6日拍攝的圖像中發現了這顆彗星，當時是一個略微模糊的物體，視星等約22等。位於托洛洛山美洲際天文台暗能量巡天拍攝的影像中也發現了這顆彗星，視星等為22.4等，可能還有一條暗淡的彗尾。
這顆彗星被發現後，被暫定編號為SWAN25F。雖然2025年4月就報告了多項觀測結果，但小行星中心直到對軌道元素進行詳細調查後才正式報告這一發現，並繼續使用這個臨時名稱。

### 朝向近日點
2025年4月3日，這顆彗星的亮度約為10.6 星等，和麥克·耶格爾拍攝的影呈現了一個大約10角分長的微弱尾巴。幾個小時後，吉本（英語：K. Yoshimoto）獲得的圖像顯示尾巴長35 角分。邁克·邁耶在4月4日目視測觀測到這顆彗星，估計它的星等為9.2，同時指出它的外觀讓人想起一個高度集中的球狀星團。這顆彗星在4月5日左右經歷了一次爆發，第二天在湯沙（英語：T. Yusa）的圖像中報告說，它的視星等為 8.6，而這顆彗星的視覺亮度為8.1到8.3等，尾巴長1.5 度。 在圖像中，尾巴的長度約為2度。
4月初，這顆彗星位於飛馬座，黎明前在東北偏東的地平線上。隨後，它移動至仙女座，於4月13日經過明亮的恆星壁宿二附近。4 月下旬，這顆彗星移動到傍晚的天空，低垂在地平線附近。5月1日，它將在 昴宿星團附近。這顆彗星隨後向南移動，在5月1日之後，從南半球將變得更容易看到。需要進一步的觀測才能準確預測它的亮度，而這次爆發使它們進一步複雜化。預計到2025年5月，它將成為5等，適合雙筒望遠鏡觀賞。如果採用絕對星等8.5等，和2.5n = 10的増亮率，預期它在通過近日點時，視星等可能達到3.6星等。

## 軌道
這顆彗星的軌道幾乎是拋物線。根據1800年的曆元，也就是遠在彗星進入太陽系的行星區域之前，質心的軌道解決方案表明這顆彗星的軌道週期約為70,000年。因此，這顆彗星在過去至少花了35,000年，從大約3,400 AU（510 × 109 km；0.054 ly）入境。在通過近日點之後，軌道週期可能增加了近十倍。彗星的近日點距離為 0.333 AU（49.8 × 106 km），靠近水星軌道的內側。這顆彗星在2023年1月28日接近土星的距離約為0.85 AU（127 × 106 km） 。

## 外部連結
- NASA JPL小天體瀏覽器上的C/2025 F2 (SWAN)